# Heinrich Hirschsprung
Heinrich Hirschsprung (Copenhagen, 7 de fevereiro de 1836 - Copenhagen, 8 de novembro de 1908) foi um empresário de tabaco dinamarquês, patrono das artes, filantropo e colecionador de arte, mais conhecido por fundar a Coleção Hirschsprung em Copenhague, um museu dedicado à arte dinamarquesa do Século XIX e início do Século XX.

## Biografia

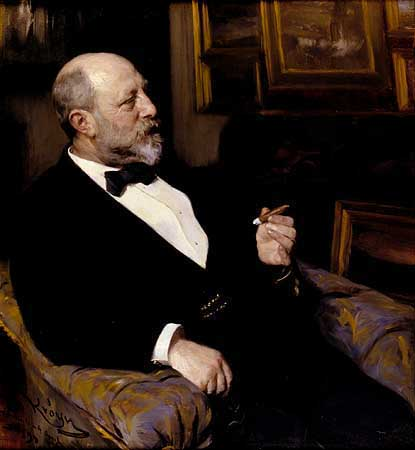
Heinrich Hirschsprung por Pedrer Krøyer (1899)

Heinrich Hirschsprung nasceu em 7 de fevereiro de 1836, uma família de descendência judaico-alemã em Copenhagen. Seu pai, Abraham Marcus Hirschsprun (1793-1871), nasceu em Friedberg em 1783, mas mudou-se para a Dinamarca, onde abriu a A.M. Hirschsprung & Sønner, uma empresa de tabaco.
Em 1827, Marcus Hirschsprun se casou com Petrea Hirschsprung (1804-1891), eles tiveram seis filhos, sendo o primogênito Harald Hirschsprung (1830–1916), o médico pediatra que nomeou a Doença de Hirschsprung após descrevê-la primeiramente.
Marcus Hirschsprun esperava que seu primogênito, Harald Hirschsprung, herdasse o controle da A.M. Hirschsprung & Sønner. Entretanto, o mesmo preferiu dedicar sua vida à carreira médica. Por fim, Heinrich Hirschsprung e seu irmão Bernhard Hirschsprung (1834-1909) acaparam por assumir o controle da empresa, em 1858.

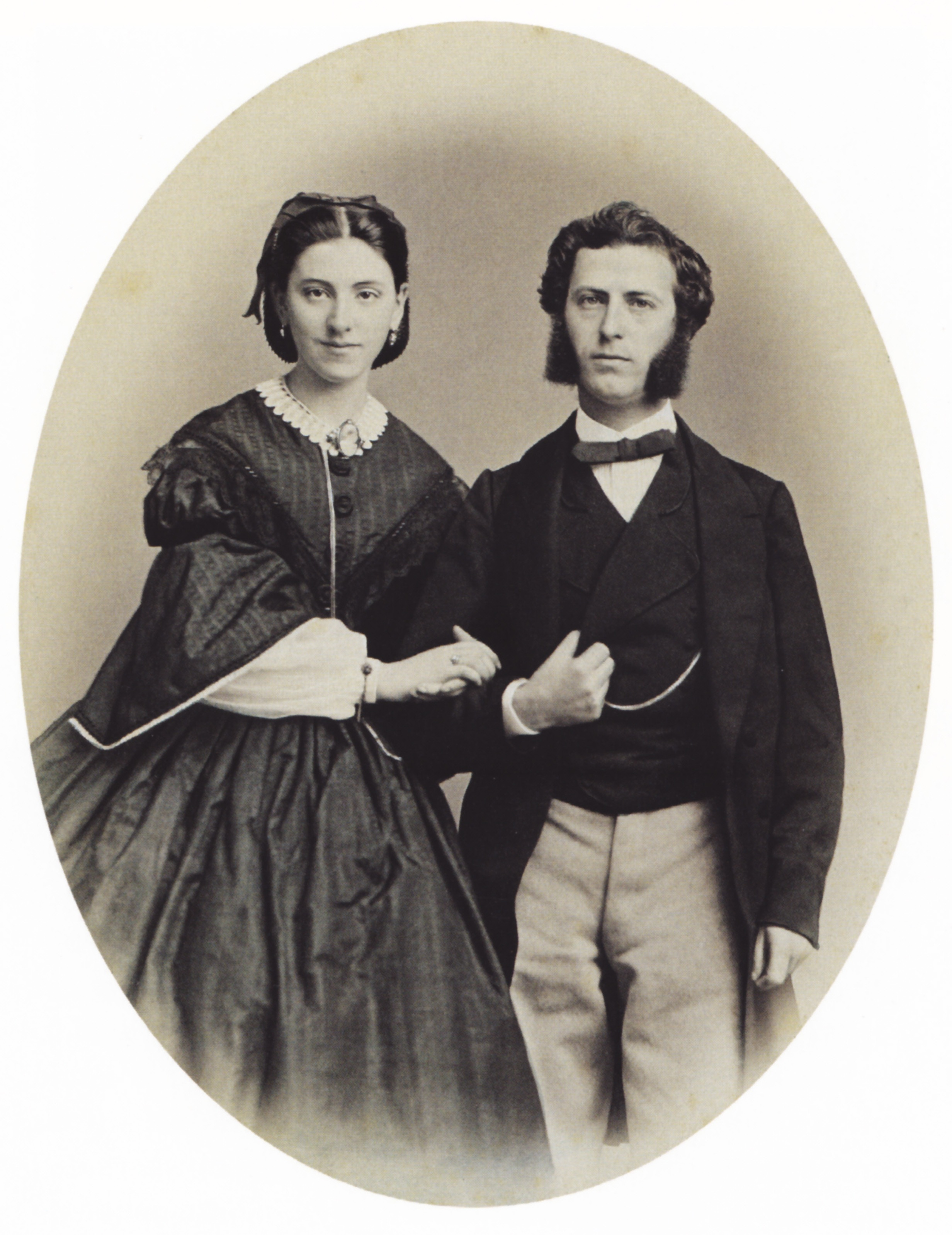
Pauline Jacobson e Heinrich Hirschsprung, foto de casamento, 1864

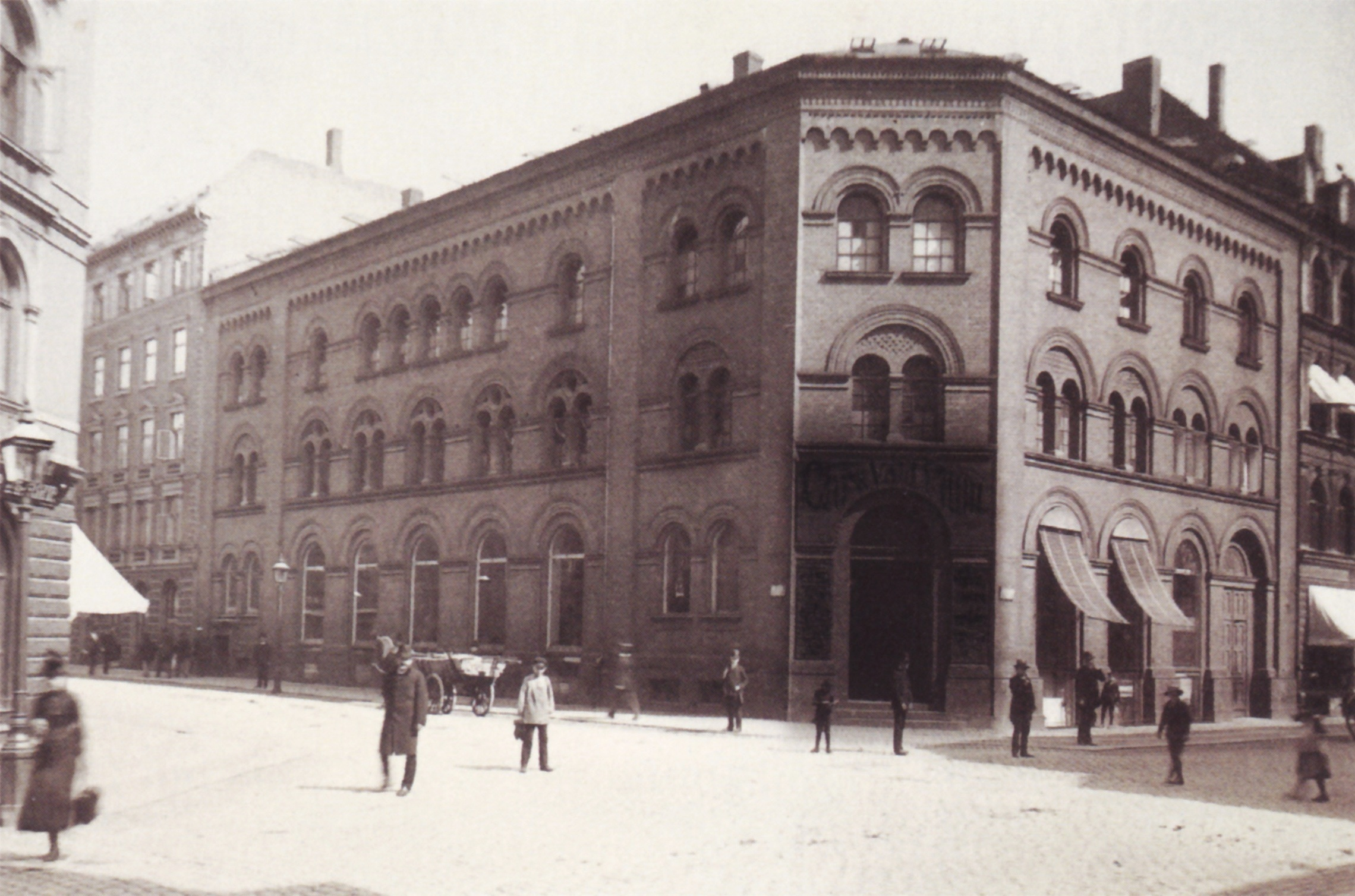
Fabrica de tabaco concluída em 1866 sob projeto do arquiteto Ove Petersen

Sob sua liderança, a empresa rapidamente cresceu. Em 1866, eles compraram um terreno em Gammelholm. Lá eles construíram uma moderna fábrica de charutos sob projeto, em um estilo historicista e inspirado na arquitetura renascentista italiana, do arquiteto Ove Petersen (1830-1892).
Em 26 de junho de 1864, Hirschsprung casou-se com Pauline Elisabeth Jacobson (1845-1912), ela era filha do atacadista Daniel Simon (1791-1858) e de Friederiche Jacobson (1811-1855). Heinrich e Pauline tiveram cinco filhos: Ellen, Ivar, Åge, Robert e Oskar. Eles tiveram seu primeiro apartamento em Højbro Plads em Copenhagen e posteriormente uma casa em Bredgade. Eles também tinham casas de campo no norte de Sjælland, bem como na Itália.

### Morte
Heinrich Hirschsprung morreu em Copenhagen, na data de 8 de novembro de 1908. Ele está enterrado num cemitério judeu de Copenhagen, na mesma lápide que sua esposa.

## Coleção de arte e amigos artistas

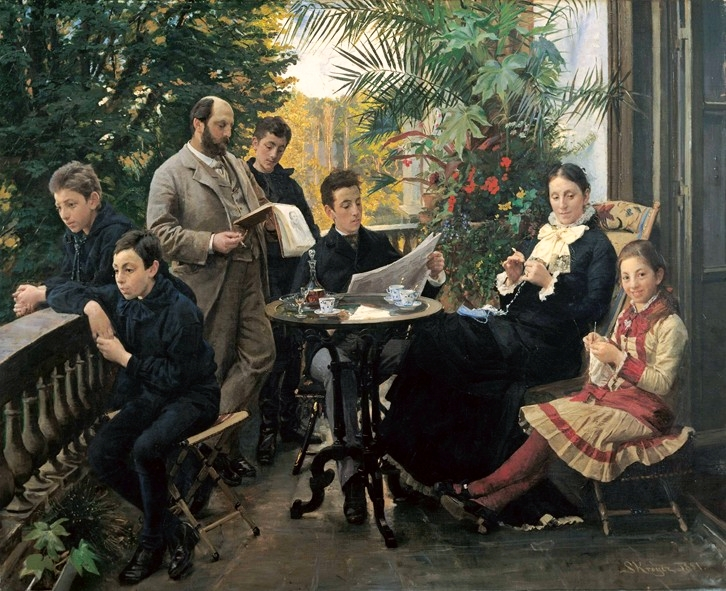
A Família Hirschsprung de Peder Krøyer (1881)

Hirschsprung iniciou sua coleção de arte em 1866, com a compra de uma pintura de Julius Exner (1825–1910). Sua coleção se expandiu ao longo dos anos com compras adicionais de pinturas de artistas dinamarqueses contemporâneos. Era uma coleção moderna de exemplos dos Pintores Skagen, dos Artistas Funen (Fynboerne) e Simbolistas.
Hirschsprung foi um grande apoiador, tanto pessoal quanto econômico, de Peder Krøyer, que conheceu por meio de Frants Henningsen (1850–1908), um amigo em comum na Real Academia Dinamarquesa de Belas Artes. Hirschsprung admirava o talento e as habilidades artísticas de Krøyer e comprou as primeiras pinturas dele em 1874 - quatro aquarelas de Hornbæk. Krøyer desenvolveu amizade com toda família Hirschsprung longo da vida. Hirschsprung ajudou a financiar as viagens e a residência de Krøyer no exterior entre os anos de 1877 até 1881, dando-lhe o apoio econômico necessário para desenvolver suas habilidades artísticas. Krøyer mantinha correspondência pessoal com Pauline e fez vários retratos de família de Hirschsprung.
Além de Peder Krøyer, suas casas eram locais de encontro para outros artistas contemporâneos como Holger Drachmann (1846 - 1908), Herman Bang (1857 - 1912) e Henrik Pontoppidan (1857 - 1943), Wilhelm Marstrand (1810 - 1873), Frederik Vermehren (1823 - 1910), Otto Bache (1839 - 1927), Kristian Zahrtmann (1843 - 1917), bem como Frants Henningsen (1850 - 1908).

## A Coleção Hirschsprung

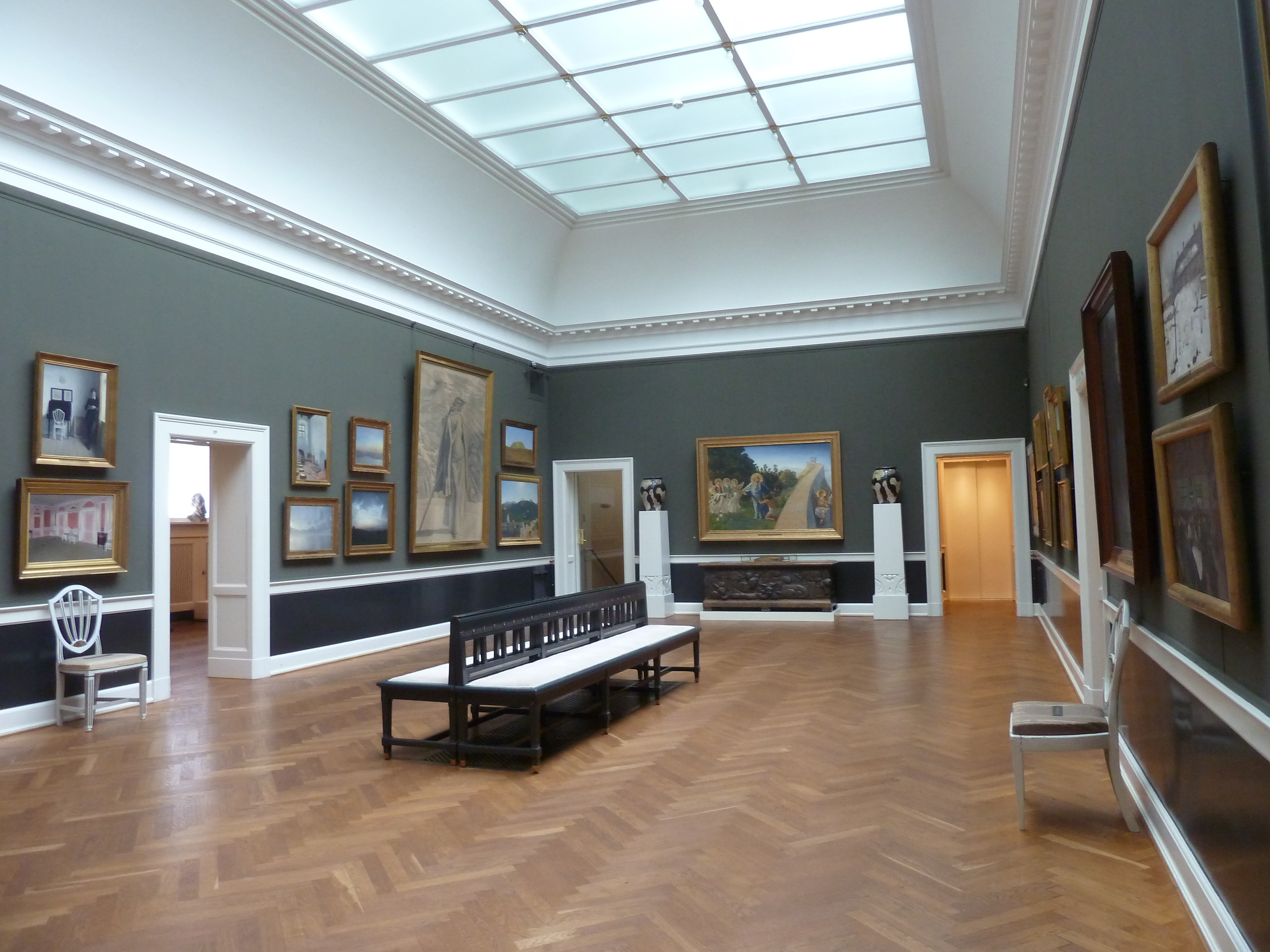
Interior do museu que abriga a Coleção Hirschsprung

Em 1902, Hirschsprung anunciou planos de doar sua coleção de obras de arte ao Estado. Após sua morte, em 1911, um museu foi fundado por sua viúva.
A Coleção Hirschsprung (Den Hirschsprungske Samling) abriu com 45 pinturas, 13 pastéis, 205 desenhos, 14 aquarelas, 12 bustos, 55 cadernos de desenho, além de cartas e documentos de Peder Krøyer. A coleção cresceu desde então, e o museu continua aberto até hoje em um parque próximo ao centro de Copenhague, na esquina do Museu Nacional de Arte da Dinamarca.